# Air Venture Tours
Air Venture Tours, también conocida como Air Adventures GT, es una aerolínea guatemalteca con sede en el Aeropuerto Internacional La Aurora en la Ciudad de Guatemala. Actualmente opera vuelos chárter en todo el mundo maya a destinos turísticos como Tikal, Copán, Palenque y Roatán en Honduras. Especializado en turismo de alta gama.

## Flota
Dentro de la flota de Air Venture Tours se incluyen:
- Beechcraft V35B Bonanza
- Bell 206
- Cessna 208 Caravan
- De Havilland Canada DHC-6 Twin Otter
- Embraer EMB 110 Bandeirante
- Pilatus PC-12

## Destinos
- Vuelos chárter privados a pistas de aterrizaje en El Salvador, Guatemala y Honduras.
- Sitios arqueológicos, destinos de pesca, golf, aventura y cultura maya dentro del territorio guatemalteco.